# Běluň (Heřmanice)
Běluň (německy Bielaun či Belaun, staroněmecky Billaun) je malá vesnice, část obce Heřmanice v okrese Náchod. Nachází se asi 1 km na severovýchod od Heřmanic. Běluň leží v katastrálním území Heřmanice nad Labem o výměře 1,91 km2.

## Historie
První písemná zmínka o vesnici pochází z roku 1615.